# Park Tae-joon (taekwondoka)
Park Tae-joon (박태준?; Ulsan, 6 giugno 2004) è un taekwondoka sudcoreano, campione olimpico nella categoria 58 kg a Parigi 2024.
Ha debuttato partecipando ai Campionati mondiali di taekwondo 2023 tenutisi a Baku, vincendo una medaglia d'oro. Park ha anche preso parte alle Olimpiadi del 2024, ottenendo la medaglia d'oro nella categoria -58 kg maschile.

## Carriera

### Cadetto
Nel 2016, Park Tae-joon partecipò al Russian Open Tournament nella categoria -37 kg maschile, vincendo la medaglia d'oro.

### Junior
Nel 2019, Park ottenne la medaglia d'oro ai Campionati asiatici nella categoria -45 kg maschile.

### Senior
Nel 2022, Park ha vinto la sua prima medaglia d'oro nella categoria -54 kg maschile ai Campionati asiatici di taekwondo 2022. Durante lo stesso anno, ha vinto anche la medaglia d'oro al Korea Taekwondo Open Tournament tenutosi a Chuncheon nella categoria -54 kg maschile e al World Taekwondo Grand Prix 2022 tenutosi a Manchester nella categoria -58 kg maschile.
Nel febbraio 2023, Park ha ottenuto la medaglia d'oro al Canada Taekwondo Open Tournament tenutosi a Vancouver nella categoria -58 kg maschile, mentre a marzo dello stesso anno, ha vinto una medaglia d'oro a Las Vegas nell'US Taekwondo Open Tournament nella stessa precedente categoria. Successivamente, a giugno, ha vinto la medaglia d'oro ai Campionati mondiali di taekwondo 2023, conseguendo la sua prima vittoria a un campionato mondiale nella categoria -54 kg maschile. Per le sue ottime prestazioni durante il torneo, gli è anche stato conferito il titolo di Most Valuable Player.
Alle Olimpiadi del 2024, Park ha vinto la medaglia d'oro nella categoria -58 kg maschile, battendo il tunisino Mohamed Khalil Jendoubi e l'azero Gashim Magomedov.

## Palmarès
- Giochi olimpici

Parigi 2024:  Oro nei 58 kg;
- Mondiali

Baku 2023:  Oro  nei 54 kg;
- Asiatici

Chuncheon 2022:  Oro nei 54 kg.
Đà Nẵng 2024:  Argento nei 54 kg.